# El jovenet Einstein
El jovenet Einstein (títol original en anglès: Young Einstein) és una comèdia absurda australiana de 1988, dirigida i protagonitzada per Yahoo Serious. Presenta al físic teòric Albert Einstein com l'inventor del rock and roll i el surf, i fins se'l veu intentant dividir l'àtom amb un cisell. Encara que va tenir gran èxit al seu país, la pel·lícula no va tenir bona crítica als Estats Units. Ha estat doblada al català Encara que va tenir gran èxit al seu país, arribant a guanyar el premi AACTA (Australian Academy of Cinema and Television Arts) a la millor música original,

## Argument
Albert Einstein, fill d'un fructicultor de Tasmània de començaments del segle xx, aconsegueix dividir l'àtom de la cervesa amb un cisell i inventa així l'escuma cervesera. Després de «descobrir» la teoria de la relativitat, viatja a Sydney per patentar-la. Una vegada allí, inventa també la guitarra elèctrica i el surf, al mateix temps que té un romanç amb Marie Curie. Utilitza un altre dels seus invents, el rock and roll, per evitar que el món sigui destruït pel mal ús d'un reactor nuclear, tot sota l'atenta mirada de Charles Darwin.

## Repartiment
- Yahoo Serious (el jove Albert Einstein)
- Odile Li Clezio (Marie Curie)
- John Howard